# Relações entre Libéria e Líbia
As relações entre Libéria e Líbia referem-se às relações atuais e históricas entre a Libéria e a Líbia. A história dessas relações é, em grande parte, fundamentada no desejo do líder líbio Muammar Gaddafi de se associar com o país da África Ocidental e seu apoio ao ex-presidente liberiano Charles McArthur Ghankay Taylor e seu grupo rebelde contra Samuel Doe. Ambos os países mantêm uma embaixada em suas respectivas capitais.

## História
Dias após o golpe de Estado na Libéria em 1980 que depôs o governo de William R. Tolbert Jr., o governo líbio sob Muammar Gaddafi reconheceu o governo do líder golpista Samuel Doe, o primeiro país africano a fazê-lo. Doe também recebeu um convite de Gaddafi para visitar a capital líbia, Trípoli, gerando preocupação para os Estados Unidos. No entanto, esta cordialidade diplomática pelo regime líbio foi recebida com ceticismo e desconfiança por Doe, que supôs que Gaddafi estava tentando trazer a Libéria a esfera de influência da Líbia como parte de suas ambições pan-africana.  O secretário de Estado adjunto dos Estados Unidos, Richard Moose, teria voado para a Libéria em um jato fretado com $10 milhões em dinheiro depois do golpe para exortar Doe a não se voltar para a Líbia por assistência financeira. A embaixada da Líbia em Monróvia foi fechada e seus diplomatas expulsos.
Em uma entrevista de 1983, Doe declarou: "Gaddafi é um homem que, eu acho, gostaria de liderar todo o continente africano, o que é impossível de fazer", acrescentando que Gaddafi estava desestabilizando o continente ao patrocinar atividades terroristas, "o governo de Gaddafi paga terroristas para transportar explosivos para outros países africanos e, claro, nós, na Libéria, estamos conscientes da ameaça de Gaddafi e estamos muito cautelosos sobre isso". Depois que uma guerra estourou entre Líbia e Chade, Doe enviou uma equipe de oficiais militares a Israel para obter informações sobre a Líbia.
Motivado pelo desejo de conter a Nigéria e uma aversão a Doe, Gaddafi começou a financiar grupos de oposição na Libéria, entre eles a Frente Patriótica Nacional da Libéria de Charles McArthur Ghankay Taylor, um grupo cujos membros receberam treinamento em armas na Líbia.

### Era Taylor
Depois que Charles McArthur Ghankay Taylor chegou ao poder na Libéria após a conclusão da Primeira Guerra Civil da Libéria, as relações diplomáticas com a Líbia foram restauradas. O tenente de Taylor, Moses Blah, que treinou com Taylor na Líbia antes da guerra civil, foi nomeado para ser o embaixador do país na Líbia. Samuel Dokie, ex-aliado de Taylor, que também treinou na Líbia, chamou Taylor de "substituto de Gaddafi", e rotulou sua eleição como "a maior vitória de Gaddafi na África".

## Era moderna
Com a eclosão da Guerra Civil Líbia de 2011, Gaddafi voltou-se para os mercenários da África subsaariana para complementar as suas forças. Muitos desses mercenários eram liberianos que já haviam lutado com Charles McArthur Ghankay Taylor. A Libéria mais uma vez rompeu relações com a Líbia em abril de 2011. Após as eleições líbias de 7 de julho de 2012, a Libéria reatou as relações com Trípoli  em 16 de julho. Em 2017, um protesto foi realizado fora da embaixada da Líbia em Monróvia, exigindo um melhor tratamento dos migrantes africanos apreendidos na Líbia, acusando o país de torturar e matar os liberianos.